# تای تای
تای تای (به لاتین: Taytay, Palawan) یک شهر در فیلیپین است که در پالاوان واقع شده‌است.

## خصوصیات
تای تای ۱٬۲۵۷٫۶۸ کیلومترمربع مساحت و ۷۰٬۸۳۷ نفر جمعیت دارد.

## نگارخانه

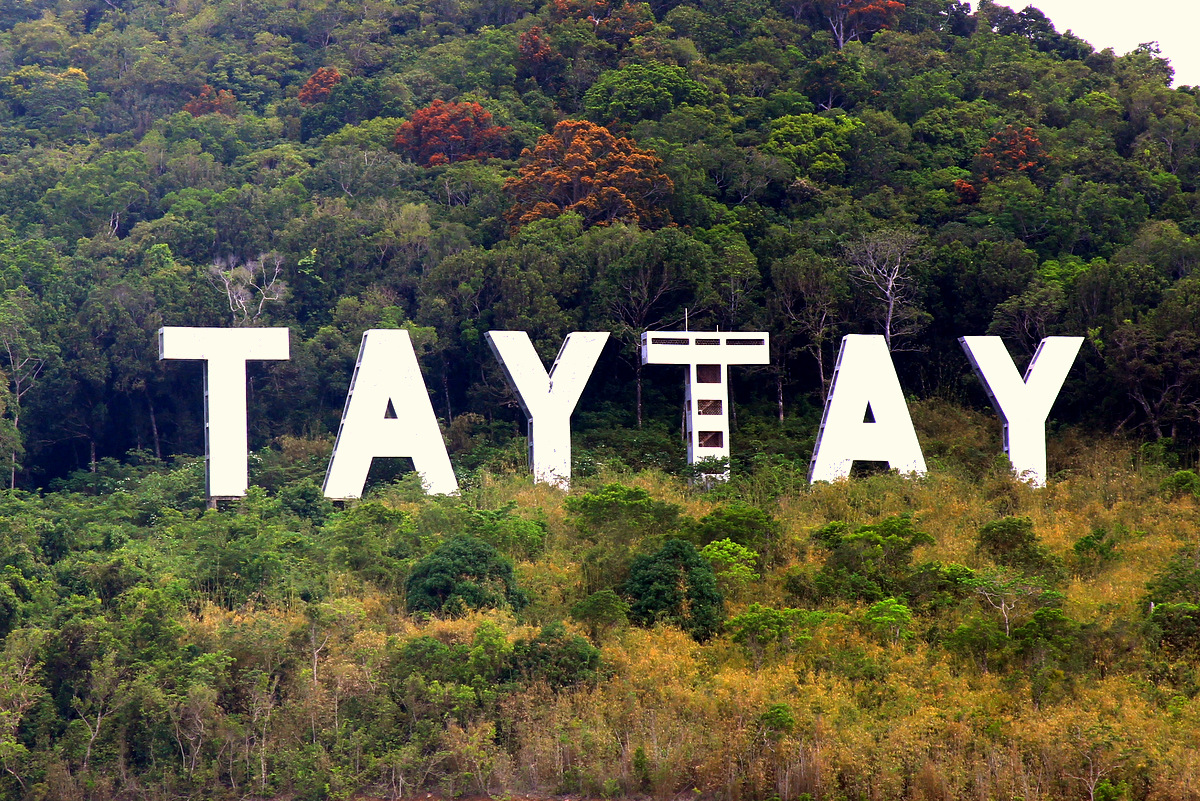
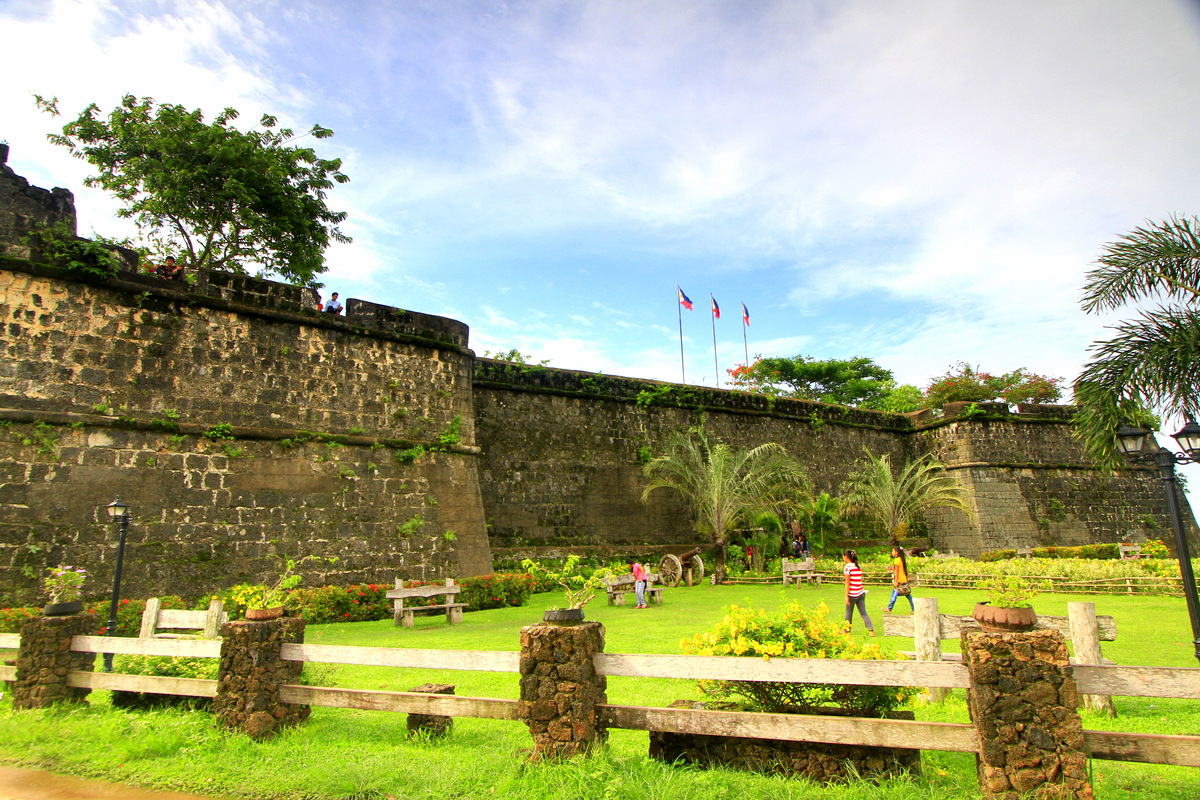
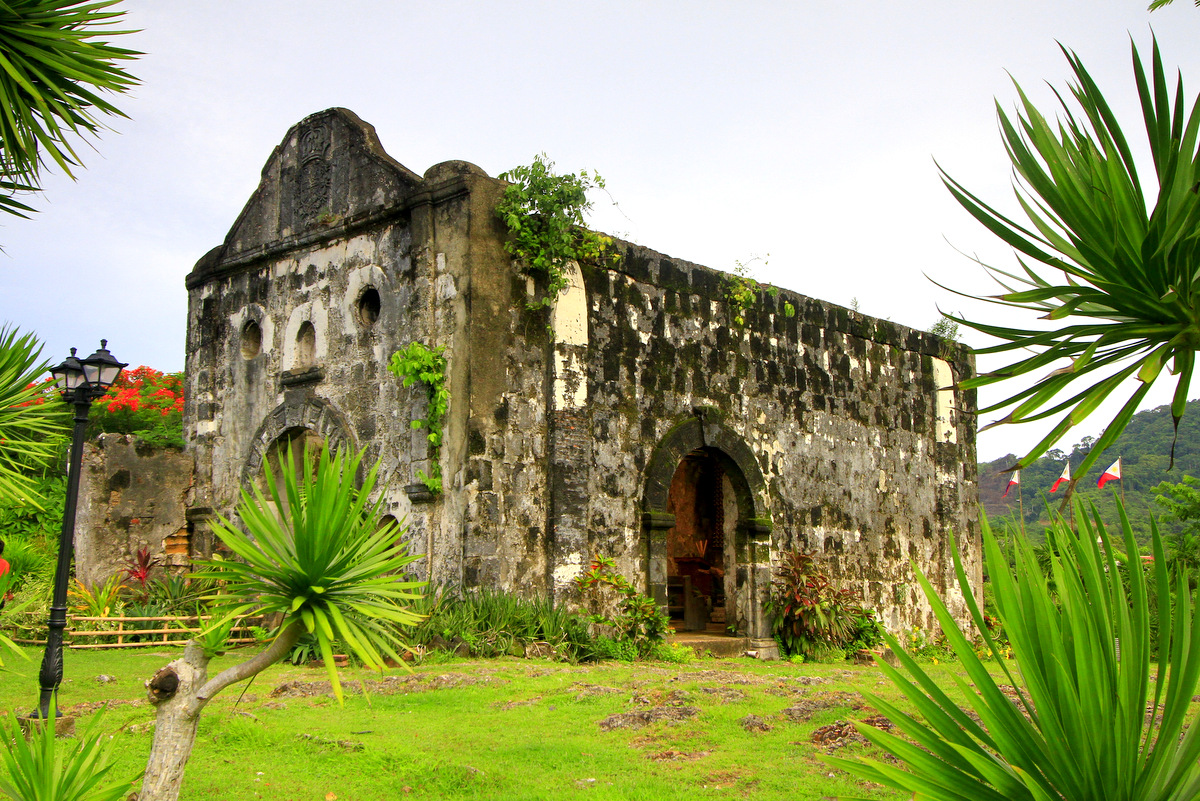